# Carmen Piazzini
Carmen Piazzini (Buenos Aires; 1939) es una pianista argentina radicada en Darmstadt, Alemania.
Nieta del pianista Edmundo Piazzini (fundador del conservatorio de música Thibaud-Piazzini que funcionó en los altos del Café Tortoni porteño) e hija del campeón nacional de ajedrez Luis Roberto Piazzini, se formó con Vicente Scaramuzza y Rafael González, perfeccionándose luego con Wilhelm Kempff.
Notable intérprete de Mozart, Haydn, Beethoven, Mendelssohn y compositores argentinos como Ginastera, Juan José Castro, Carlos Guastavino y Astor Piazzolla, desde 1985-2006 desempeñó la cátedra de piano en la Musikhochschule de Karlsruhe y en Salzburgo.
Es concertista, solista y celebrada acompañaniante de cantantes.

## Discografía
- Haydn -  Klaviersonaten (9 CD) - OEHMSCLASSICS
- Beethoven -Klavierkonzerte, Violinromanzen (3 CD) - GUTINGI
- Strauss, Rachmaninoff Sonaten -Werner Thomas-Mifune, Violoncello - CALIG
- Mozart  - Piazzini meets Mozart -  Sonaten und Klavierkonzerte.
- Brahms - Klavierstücke op. 76, op. 118, Variationen und Fuge über ein Thema von Händel - OEHMSCLASSICS
- Carmen Piazzini plays Astor Piazzolla - OEHMSCLASSICS
- Chansons Argentines -   Alicia Nafé, Mezzo, Alfredo Marcucci, Bandoneón.
- Canciones Argentinas -  Bernarda Fink, Marcos Fink - HARMONIA MUNDI